# WEBBeteg.hu
A WEBBeteg.hu magyar internetes portál, amely elsősorban orvoslással, gyógyászattal és egészségmegőrzéssel kapcsolatos információkkal szolgál.

## Díjak, elismerések
2010-ben és 2012-ben a Magyar Marketing Szövetség által kiírt Év honlapja verseny kategória győztese lett, ugyanezen a versenyen 2008-ban, 2009-ben és 2011-ben Minőségi díjban részesült.
További tanúsítványok: Felhasználóbarát honlap (2011), Magyar Brands (2015).

## Forgalom
A portál asztali és mobil verzióját együttesen havonta 2,2 millió internetező keresi fel, akik több mint 11 millió oldalt néznek meg. 
Auditált látogatottsági adatok - 2021. április DKT Archiválva 2016. február 6-i dátummal a Wayback Machine-ben
- 2 275 552 RU (valós látogató)
- 7 646 252 visits (látogatás)
- 11 569 798 PV (oldalletöltés)

Látogatók demográfiai összetétele nem szerint:
- Nők - 59,9%
- Férfiak - 40,1%

## Legnépszerűbb tartalmak, szolgáltatások
- Betegtájékoztató cikkek
- Orvos válaszol
- Gyógyszerkereső adatbázis
- Tesztek
- Kalkulátorok
- Orvoskereső adatbázis

## Üzleti modell
A WEBBeteg.hu elsősorban hirdetési felületek értékesítéséből (banner hirdetésekből, eDM levelek kiküldéséből és szponzorációkból) tartja fenn magát. Kisebb részben betegtájékoztató tartalmak értékesítéséből és díjköteles szolgáltatások igénybe vételéből keletkeznek bevételei.